# Psychotria hebecladoides
Psychotria hebecladoides là một loài thực vật có hoa trong họ Thiến thảo. Loài này được Griseb. miêu tả khoa học đầu tiên năm 1863.